# Osiek-Wólka
Osiek-Wólka (prononciation : [ˈɔɕek ˈvulka]) est un village polonais de la gmina de Gołymin-Ośrodek dans le powiat de Ciechanów de la voïvodie de Mazovie dans le centre-est de la Pologne.
Il se situe à environ 3 kilomètres au sud de Gołymin-Ośrodek (siège de la gmina), 20 kilomètres au sud-est de Ciechanów (siège du powiat) et à 64 kilomètres au nord de Varsovie (capitale de la Pologne).

## Histoire
De 1975 à 1998, le village appartenait administrativement à la voïvodie de Ciechanów.